# Matt Smith (musicista)
Matt Smith (...) è un chitarrista statunitense, primo chitarrista della hair metal band Poison. È presente in diverse demo della band.
Nel 1983 fonda la band con Bret Michaels, Rikki Rockett e Bobby Dall a Mechanicsburg, una cittadina vicino a Harrisburg, in Pennsylvania sotto il nome di Paris. Nel 1985 migrano a Los Angeles, California, alla ricerca del successo. Cambiarono poco dopo nome in Poison. Smith però stava per avere un figlio, e dovette presto ritirarsi e tornare in Pennsylvania. Egli fu presto sostituito da C.C. DeVille.
Matt Smith partecipò alla realizzazione di alcuni brani del debut Look What the Cat Dragged In pur non essendo accreditato ufficialmente come contributore, anche se nell'album, il chitarrista è C.C. DeVille.